# 화성의숙
화성의숙(樺成義塾)은 중국 지린성(吉林省)에 있었던 2년제 정치ㆍ군사 학교로 일종의 사관학교였다. 독립군 간부의 양성을 목적으로 하였다.
만주지역 독립운동단체인 정의부(正義府)에서 활동하던 독립운동가 최동오가 1925년 초 정의부 산하에 화성의숙을 건립해 숙장을 맡았다. 숙감(교감)은 천도교인 강제하 지사가 맡았다. 원래 화성무관학교로 이름을 붙이려다 일제의 감시를 고려해 화성의숙이라 했다.
북한 김일성은 1926년 4월 아버지 김형직의 친구들 주선으로 화성의숙에 입학해 그해 중퇴하고 길림의 육문중학교로 전학을 갔다. 김일성이 화성의숙에 재학하던 당시 결성했다는 항일 조직이 타도제국주의동맹이다. 북한은 이를 `최초의 공산주의 혁명조직'으로 선전하고 있다.
1926년 15세였던 김일성이 오동진 등 아버지(독립운동가 김형직) 동지들의 권유로 지린성 화전에 위치한 ‘화성의숙’에 입학했을 때 그 숙장이 최동오였다. 김일성이 26년 겨울까지 약 6개월 화성의숙에 있을 때 최동오는 김일성을 자기 집으로 불러 밥을 먹이는 등 마치 아들 돌보듯 아꼈다고 한다.
아끼던 김일성이 공산주의 사상에 물들어 화성의숙에서 중퇴하려 하자 최동오는 몹시 노여워하였지만, 결국 “조선을 독립시키는 주의라면 나는 민족주의건, 공산주의건 상관하지 않겠네, 아무튼 꼭 성공하게”라며 격려해 주었다고 한다. 함박눈이 펑펑 내리던 교정에서 선생님은 떠나는 제자를 붙들고 생활에 교훈이 될 좋은 말씀을 퍽이나 오랜 시간 많이 들려주었다. 팔순이 넘은 뒤 그 어린 제자는 그날 선생님의 어깨 위에 쌓인 눈을 털어드리지 못하고 뒤돌아선 것이 두고두고 가슴이 아팠다고 회고했다. 1926년 12월의 일이었다.
당시 화성의숙의 교사들 중에는 천도교인이 많았고, 어린 김일성은 이들을 통해 천도교인들의 생활을 이해하게 되었고, 이들로부터 많은 감화를 받기도 했다. 공산주의자가 된 뒤 김일성이 “천도교야 하늘을 믿어도 조선의 하늘을 믿지 않느냐”며 호감을 표시한 것도 다 이때의 경험에서 비롯된 것이라고 할 것이다. 특히, 최동오가 1948년 4월 평양에서 열린 남북연석회의에 남측 대표단으로 참가했을 때 김일성은 옛 스승을 만났다며 극진히 대접했다고 한다.
천도교는 1920년대 최대의 종교였다. 1926년 7월 10일자 동아일보는 조선 종교현황 중에 천도교인 수를 200만 명으로 보도하고 있다. 같은 기사에 기록된 기독교 35만 명, 불교 20여만 명과 비교하면 압도적인 수다.
북한 내 천도교 교인은 1만5천명가량인데 북에서는 가장 큰 종단인 것으로 전해졌다. 개신교나 불교보다 더 많은 신자를 확보하고 있다. 천도교 청우당은 조선노동당에 이은 제2 정당으로 당원은 1만2천명 정도다. 지난 최고인민회의에서는 청우당 출신 대의원이 23명이었다.

## 참고 자료
- 화전현(樺甸縣) 화성의숙(華成義塾)[깨진 링크(과거 내용 찾기)] 세계한민족문화대전
- 화전현(樺甸縣) 화성의숙(華成義塾) 터 국외독립운동사적지 : 독립기념관